# Glasslip
Glasslip (グラスリップ?, Gurasurippu) è una serie televisiva anime di tredici episodi prodotta dalla P.A.Works e diretta da Junji Nishimura. Il soggetto è stato scritto da Rika Satō e Junji Nishimura, mentre il character design è stato sviluppato da Miki Takeshita. La serie è stata trasmessa in Giappone tra il 3 luglio e il 25 settembre 2014. Un adattamento manga ha iniziato la serializzazione sul Ponimaga della Pony Canyon nel luglio 2014. Una serie di light novel ha avuto inizio nell'ottobre 2014.

## Trama
Tōko Fukami è un'abitante della piccola città balneare di Hinodehama (日乃出浜? lett. "Spiaggia dell'alba"), dove la sua famiglia possiede una vetreria. Tōko trascorre serenamente il suo tempo libero con i suoi quattro migliori amici, Yanagi, Yukinari, Sachi ed Hiro, presso un caffè chiamato Kazemichi (カゼミチ? lett. "Strada ventosa"). Tuttavia un giorno i cinque ragazzi, proprio durante le vacanze estive del loro ultimo anno alle superiori, incontrano uno studente appena trasferitosi nel loro stesso liceo, Kakeru Okikura, il quale afferma di sentire una voce che gli parla dal futuro e che lo ha condotto da Tōko.

## Personaggi

### Personaggi principali

I personaggi principali (da sinistra verso destra): Sachi, Hiro, Yukinari, Yanagi, Tōko e Kakeru

Tōko Fukami (深水 透子?, Fukami Tōko)
Doppiata da: Seria Fukagawa
La protagonista di Glasslip, una ragazza di diciotto anni della prefettura di Fukui. È la figlia del proprietario di una vetreria che sogna un giorno di diventare anche lei un'artigiana del vetro. Ha dei grandi occhi color nocciola e dei lunghi capelli castani con due ciocche ai lati del volto. Ha una personalità allegra e le piace disegnare. Quando fissa il vetro, può vedere immagini provenienti dal futuro. È innamorata, ricambiata, di Kakeru ed è la migliore amica di Yanagi.
Kakeru Okikura (沖倉 駆?, Okikura Kakeru)
Doppiato da: Ryōta Ōsaka
Un ragazzo misterioso e distaccato che si è appena trasferito nello stesso liceo di Tōko e riesce a sentire voci provenienti dal futuro. Ha i capelli neri e gli occhi azzurri. Anche lui è al terzo anno di scuola superiore e Tōko la prima volta che lo vede lo associa alla statua di David. È innamorato, ricambiato, di Toko, ma decide di partire con la madre, una musicista, per non farle del male.
Yanagi Takayama (高山 やなぎ?, Takayama Yanagi)
Doppiata da: Saori Hayami
Una liceale che prende lezioni per diventare una modella. Ha gli occhi color marrone oliva e i capelli castani di media lunghezza che formano dei riccioli alle punte. Indossa un fiocco colorato che può essere rosso scuro oppure giallo pallido. Ogni tanto tira fuori una personalità tsundere, ma di solito è allegra e partecipa alla maggior parte delle conversazioni. È innamorata di Yukinari, che però è innamorato di Toko, di cui lei è invidiosa nonostante sia la sua migliore amica.
Yukinari Imi (井美 雪哉?, Imi Yukinari)
Doppiato da: Nobunaga Shimazaki
Il fratellastro di Yanagi. Fa parte della squadra di atletica del liceo, ma all'inizio della serie è in riabilitazione. Ha i capelli neri e gli occhi verde scuro. È un ragazzo calmo e temperato ed è innamorato di Tōko, che però lo rifiuta. È al terzo anno di scuola superiore come i suoi amici.
Sachi Nagamiya (永宮 幸?, Nagamiya Sachi)
Doppiata da: Risa Taneda
Una studentessa liceale di terzo anno dalla personalità tranquilla e dalla voce dolce. Ha i capelli neri che le arrivano all'altezza delle spalle e gli occhi color viola. Porta gli occhiali e le piace leggere i libri, ha inoltre una salute cagionevole per questo è spesso costretta ad andare in ospedale per dei controlli. Appena incontra Kakeru, lo prende subito in antipatia, perché prova qualcosa per Toko, a cui si dichiara. Inizia a provare dei sentimenti anche verso Hiro, che inizialmente usa per controllare Toko e Kakeru.
Hiro Shirosaki (白崎 祐?, Shirosaki Hiro)
Doppiato da: Daiki Yamashita
Un liceale pieno di vita che sorride sempre ed è innamorato di Sachi. Ha i capelli castani tirati indietro con una fascetta bianca e gli occhi marrone scuro. Adora le escursioni. Suo nonno è il proprietario di un bar.

### Altri personaggi
Ken Fukami (深水 健?, Fukami Ken)
Doppiato da: Hiroyuki Kinoshita
Il padre di Tōko ed Hina. Possiede una vetreria chiamata Yataglass Studio.
Mari Fukami (深水 真理?, Fukami Mari)
Doppiata da: Rieko Takahashi
La madre di Tōko ed Hina.
Hina Fukami (深水 陽菜?, Fukami Hina)
Doppiata da: Nao Tōyama
La sorella minore di Tōko. È una studentessa delle medie che fa parte del club di nuoto e che, quando Yukinari perde la speranza, lo incita chiedendogli di rimanere "figo".
Momo Shirosaki (白崎 百?, Shirosaki Momo)
Doppiata da: Ai Kayano
La sorella maggiore di Hiro. È una studentessa universitaria che ha da poco preso la patente. Chiama Sachi "fragile ragazza con gli occhiali" ed adora infastidire il fratello, a cui però è molto utile.
Matasaburō Shirosaki (白崎 又三郎?, Shirosaki Matasaburō)
Doppiato da: Tomomichi Nishimura
Il nonno di Hiro. È il proprietario del caffè Kazemichi.
Toshihiro Okikura (沖倉 利尋?, Okikura Toshihiro)
Doppiato da: Yūji Takada
Il padre di Kakeru.
Miwako Okikura (沖倉 美和子?, Okikura Miwako)
Doppiata da: Atsuko Tanaka
La madre di Kakeru. È una pianista che viaggia spesso all'estero per lavoro.

## Media

### Anime
L'anime è stato prodotto dalla P.A.Works con la regia di Junji Nishimura. La serie è andata in onda prima sul canale Tokyo MX e poi anche su altre emittenti televisive come SUN, KBS, TVA ed AT-X. La colonna sonora è stata composta da Akito Matsuda e le sigle di apertura e chiusura sono rispettivamente Natsu no hi to kimi no koe (夏の日と君の声? lett. "Un giorno d'estate con la tua voce") di ChouCho e Tōmei na sekai (透明な世界? lett. "Mondo trasparente") dei Nano Ripe. In varie parti del mondo, tra cui più tardi l'Italia, gli episodi sono stati trasmessi in streaming, in contemporanea col Giappone, da Crunchyroll, mentre in America del Nord i diritti sono stati acquistati dalla Sentai Filmworks.

#### Episodi
| Nº | Titolo italiano Giapponese 「Kanji」 - Rōmaji                      | In onda           | In onda |
| Nº | Titolo italiano Giapponese 「Kanji」 - Rōmaji                      | Giapponese        |         |
| 1  | Fuochi d'artificio 「花火」 - Hanabi                               | 3 luglio 2014     |         |
| 2  | Panchina 「ベンチ」 - Benchi                                       | 10 luglio 2014    |         |
| 3  | Tanica 「ポリタンク」 - Poritanku                                  | 17 luglio 2014    |         |
| 4  | Strada ripida 「坂道」 - Sakamichi                                 | 24 luglio 2014    |         |
| 5  | Ponte Hinode 「日乃出橋」 - Hinode-bashi                           | 31 luglio 2014    |         |
| 6  | Pugno 「パンチ」 - Panchi                                          | 7 agosto 2014     |         |
| 7  | Bicicletta 「自転車」 - Jitensha                                   | 14 agosto 2014    |         |
| 8  | Neve 「雪」 - Yuki                                                 | 21 agosto 2014    |         |
| 9  | Luna 「月」 - Tsuki                                                | 28 agosto 2014    |         |
| 10 | Jonathan 「ジョナサン」 - Jonasan                                  | 4 settembre 2014  |         |
| 11 | Pianoforte 「ピアノ」 - Piano                                      | 11 settembre 2014 |         |
| 12 | Fuochi d'artificio (di nuovo) 「花火（再び）」 - Hanabi (futatabi) | 18 settembre 2014 |         |
| 13 | Stelle cadenti 「流星」 - Ryūsei                                   | 25 settembre 2014 |         |

### Media cartacei
Un adattamento manga dal titolo Hina's Lip (陽菜'S リップ?, Hina's Rippu), scritto da Kazemichi e disegnato da Mayumi Katō, ha iniziato la serializzazione sul webzine Ponimaga della Pony Canyon il 3 luglio 2014.
Una serie di light novel, sempre pubblicata dalla Pony Canyon sotto l'etichetta Ponican Books, è stata scritta da Yoshimori Uchi con le illustrazioni di Shino. Tre volumi sono stati messi in vendita tra il 3 ottobre 2014 e il 3 luglio 2015.
| Nº | Data di prima pubblicazione | Data di prima pubblicazione | Data di prima pubblicazione |
| Nº | Giapponese                  | Giapponese                  |                             |
| -- | --------------------------- | --------------------------- | --------------------------- |
| 1  | 3 ottobre 2014              | ISBN 978-4-86529-087-5      |                             |
| 2  | 3 febbraio 2015             | ISBN 978-4-86529-102-5      |                             |
| 3  | 3 luglio 2015               | ISBN 978-4-86529-145-2      |                             |